# Carl Goebel (Maler, 1824)
Carl Peter Goebel (auch Karl Goebel; * 26. Februar 1824 in Wien; † 10. Februar 1899 ebenda) war ein österreichischer Maler.

## Leben
Goebel war Sohn des aus Würzburg stammenden Historien- und Porträtmalers Carl Peter Goebel (1791– 4. Dezember 1823) und dessen Frau Rosa (geborene Klieber, * 12. Oktober 1829), somit ein Enkel des Bildhauers und Wiener Akademie-Direktors Josef Klieber und Neffe des Malers und Lithografen Eduard Klieber. Er lebte bei seinem Großvater, in dessen Haus er auch erzogen wurde und den ersten Zeichenunterricht erhielt. Als Vorlagen dienten unter anderem Radierungen von Johann Adam Klein und Zeichnungen von Joseph Höger und Schmutzer. Er wurde frühzeitig Schüler der Wiener Akademie, wo er unter anderem von Karl Gsellhofer ausgebildet wurde. Für seine künstlerische Entwicklung wurden die Werke von Josef Danhauser und Peter Fendi richtungsweisend, wobei er durch Fendi persönlich gefördert wurde. 1848 erhielt er den Fügerschen Kompositionspreis. Nach seiner akademischen Laufbahn widmete Goebel sich als Maler ausschließlich dem Aquarell. Daneben arbeitete er auch immer wieder als Lithograph und schuf vor allem lithographische Porträts. Goebel lernte durch Johann Matthias Ranftl, in dessen Atelier er eine Zeitlang gearbeitet hatte, den Fürsten Alexander von Schönburg kennen und erteilte in dessen Haus Zeichenunterricht. So wurde er in die vornehmsten Kreise Wiens eingeführt und als Porträtmaler bekannt. Ab 1852 war er vielfach für Henri d’Artois, den Grafen von Chambord, tätig. Mehr als 10 Jahre lang fertigte er Porträts berühmter Kurgäste des schlesischen Naturheilbades in Gräfenberg und Freiwaldau. Er bereiste Teile Europas und hielt sich 1851 in Kiew, 1855 in Venedig, Reggio und Piacenza auf. Hier schuf er Bildnisse für den Hof von Modena und Parma. In den Jahren 1860 und 1861 weilte er in Paris und kam im Anschluss, auf Wunsch des serbischen Hofes, nach Belgrad, um dort den Fürsten Mihailo Obrenović und dessen Frau zu porträtieren. Er unternahm weiterhin Studienreisen und besuchte 1864 Spanien und Afrika. Bis ins hohe Alter reiste er durch Oberösterreich, die Steiermark und Tirol.
Daneben schuf der Künstler insbesondere auch Tier- und Jagdszenen und ethnografische Genrebilder aus verschiedenen Nationen, wozu ihm wiederholte Studienreisen nach Russland, Spanien, Frankreich, Italien und Ungarn den Stoff lieferten. Die größten Sammlungen seiner Porträts besaß der Graf von Chambord, Jagdbilder Fürst Schwarzenberg und Graf Lichnowski. Goebel war bis 1892 verheiratet.

## Ehrungen
- Goldenes Verdienstkreuz mit Krone[4]

## Werke (Auswahl)
- Ansicht von Wien 1846

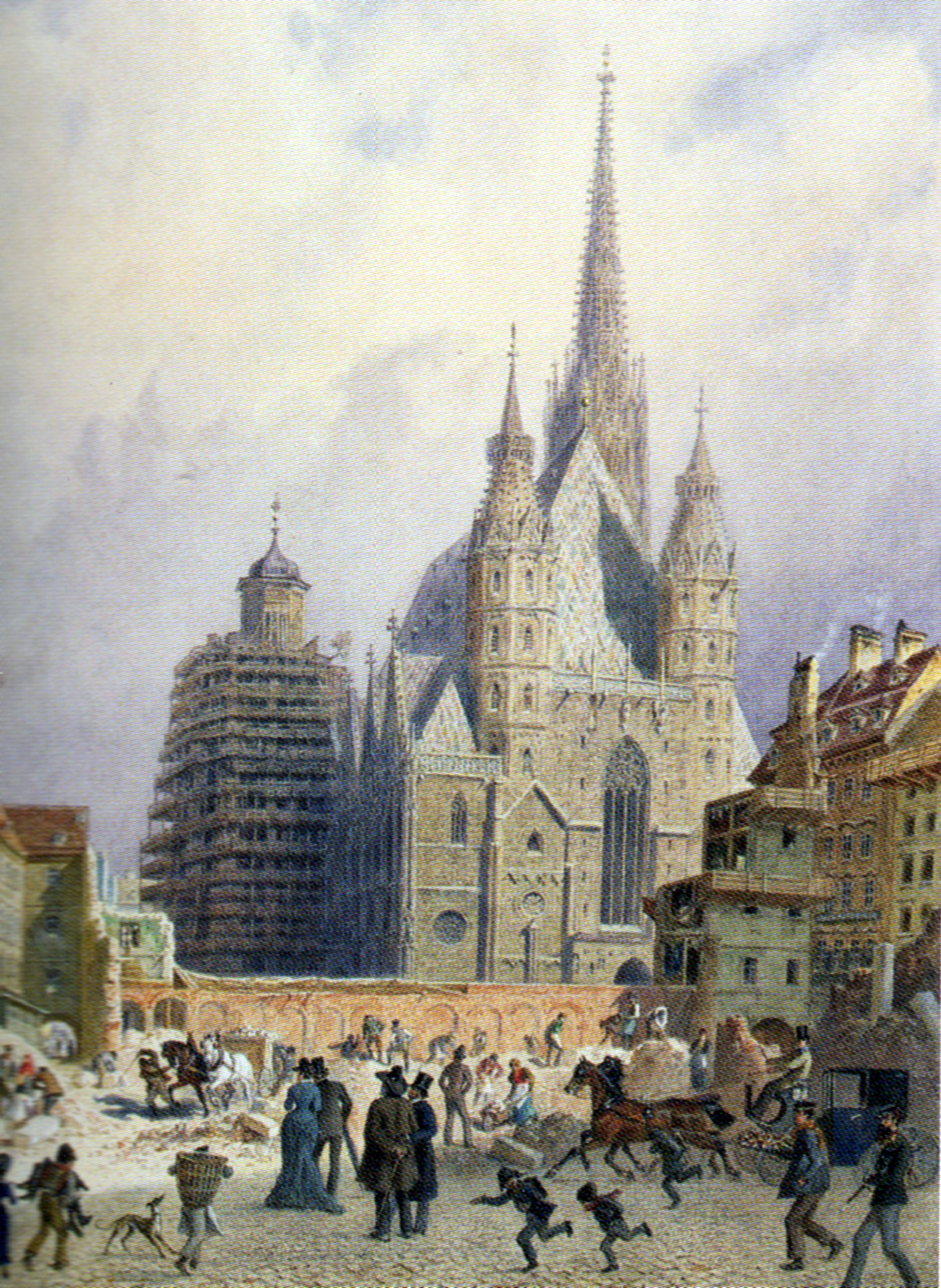
Demolierung der Brandstätte, 1875

- Eingeschlafener Trommler 1848 (Zeichnung)
- Im Triester Hafen. Aquarell, 1851, 37×51 cm
- Stefansdom 1875
- Wirtstochter bedrängt von Ulanen (Aquarell)
- Rastende Husaren (Aquarell)
- 12 Aquarelle mit Ansichten der kaiserlichen Jagdschlösser
- Album  mit 27 Ansichten von Berchtesgaden und der Ramsau